# رتینوئید

نسل ۱، ۲، ۳ ترکیبات رتینوئید.

رتینوئیدها (به انگلیسی: retinoids) یک کلاس از ترکیبات شیمیایی هستند که از نظر شیمیایی به ویتامین A مرتبط هستند. رتینوئیدها، عمدتاً به دلیل روش آنها در تنظیم رشد بافت پوششی در پزشکی استفاده می‌شوند.
رتینوئیدها در بسیاری از کارکردهای مهم و متنوع در سراسر بدن از جمله در بینایی، تنظیم تکثیر سلولی و تمایز، رشد بافت استخوان، عملکرد سیستم ایمنی، و فعال شدن ژن سرکوبگر تومور نقش دارند.
تحقیقات نیز در توانایی آنها برای درمان سرطان پوست انجام می‌شود. در حال حاضر الیترتینوین (اسید سیس رتینوئیک ۹) ممکن است به طور موضعی برای کمک به درمان ضایعات پوست ناشی از سارکوم کاپوزی استفاده شود. همچنین شکل ترانس رتینوئیک اسید (ATRA) در درمان لوسمی پرومیلوسیتیک حاد (APL) بکار می رود.